# Goranin (Konin)
Pour les articles homonymes, voir Goranin.
Goranin (prononciation : [ɡɔˈranin]) est un village polonais de la gmina de Ślesin dans le powiat de Konin de la voïvodie de Grande-Pologne dans le centre-ouest de la Pologne.
Il se situe à environ 4 kilomètres à l'ouest de Ślesin (siège de la gmina), à 17 kilomètres au nord de Konin (siège du powiat) et à 91 kilomètres à l'est de Poznań (capitale régionale).

## Histoire
De 1975 à 1998, le village faisait partie du territoire de la voïvodie de Konin.

Depuis 1999, Goranin est situé dans la voïvodie de Grande-Pologne.